# Eleições estaduais no Pará em 1955
As eleições estaduais no Pará em 1955 aconteceram em 3 de outubro como parte das eleições gerais em nove estados cujos governadores exerciam um mandato de cinco anos.
O cenário político estadual mudou após a deposição do governador Eurico de Freitas Vale ante sua resistência ao golpe de estado embutido na Revolução de 1930, cujos primeiros dias deixaram o Pará sob gestões interinas até a escolha de Magalhães Barata como interventor federal em 12 de novembro do ano em questão. Filho de pai militar, formou-se pela Escola Militar do Realengo em 1911 e trabalhou no 52º Batalhão de Infantaria de Selva, bem como numa guarnição de fronteira entre Brasil e Guiana Francesa antes de transferir-se para o Rio de Janeiro, ora capital federal.
Em razão de seu apoio ao Tenentismo chegou a ser preso e enviado a Manaus exilando-se brevemente no Uruguai até sua volta ao Brasil pouco antes da queda do presidente Washington Luís. Afilhado de Lauro Sodré, manteve a interventoria até 1935 e a ela retornou em 1943 já sob o Estado Novo. Sempre filiado ao PSD foi eleito senador em 1945, perdeu o governo estadual em 1950 e reelegeu-se senador em 1954. Natural de Belém, Magalhães Barata ajudou a escrever a Constituição de 1946 durante a sua estadia como parlamentar e agora venceu a eleição para governador do Pará, bem como triunfou numa eleição suplementar, com direito a um mandato de cinco anos, mas sua posse foi adiada até o fim dos recursos judiciais que pediam a recontagem ou anulação dos votos. Em 10 de junho de 1956, o deputado Cattete Pinheiro lhe passou o cargo. Entretanto o novo governador faleceu vítima de leucemia em 29 de maio de 1959.
Ciente que o governador do estado poderia não sobreviver, a Assembleia Legislativa do Pará instituiu o cargo de vice-governador a fim resolver a questão sucessória e a escolha recaiu sobre Moura Carvalho. Militar, pecuarista e empresário nascido na capital paraense, foi deputado federal presente na elaboração da Constituição de 1934. Filiou-se ao PSD no fim da Era Vargas elegendo-se deputado federal em 1945, governador do Pará em 1947 e deputado estadual em 1954 e 1958. Graças à ação de seus pares chegou ao Palácio Lauro Sodré pela segunda vez.

## Resultado da eleição para governador
Segundo o Tribunal Regional Eleitoral houve 192.871 votos nominais (97,53%), 1.486 votos em branco (0,75%) e 3.341 votos nulos (1,69%) e 49 votos não apurados (0,03%), resultando no comparecimento de 197.747 eleitores.
| Candidatos a governador do estado | Candidatos a vice-governador | Número | Coligação                                 | Votação | Percentual |
| --------------------------------- | ---------------------------- | ------ | ----------------------------------------- | ------- | ---------- |
| Magalhães Barata PSD              | Não havia -                  | -      | PSD, PTB                                  | 97.307  | 50,45%     |
| Epílogo de Campos UDN             | Não havia -                  | -      | Coligação Democrática Paraense (UDN, PSP) | 95.564  | 49,55%     |
| Fontes:                           |                              |        |                                           |         |            |

## Biografia dos senadores eleitos

### Lameira Bittencourt
Nascido quando os pais estavam em trânsito por Lisboa, o senador Lameira Bittencourt foi registrado em Belém assim que a família retornou ao Brasil. Advogado formado pela Universidade Federal do Pará, foi promotor de justiça na referida cidade, chefiou um órgão equivalente à Defensoria Pública do Estado do Pará, foi procurador da República em caráter interino e procurador-geral do estado. Simpático à Revolução de 1930 e opositor da Revolução Constitucionalista de 1932, foi professor na Universidade Federal do Pará e eleito vereador na capital do estado em 1936, chegando à presidência da Câmara Municipal. Diretor de O Liberal, foi nomeado interventor federal no Pará em 29 de outubro de 1945, mas deixou o cargo após 24 horas. Filiado ao PSD, foi eleito deputado federal em 1945 participando da Constituinte. Reeleito em 1950 e 1954, era candidato a governador no pleito de 1960, mas faleceu no mesmo ano em pleno exercício do mandato parlamentar. Sua cadeira foi ocupada então pelo médico Paulo Fender.

### Lobão da Silveira
Devido às mortes do senador Álvaro Adolfo e de seu suplente, realizaram uma nova eleição em 21 de junho de 1959 e nela a vitória foi do advogado Lobão da Silveira. Natural de Bragança e formado na Universidade Federal do Pará, foi prefeito de sua cidade natal e chefe de gabinete do interventor Magalhães Barata. Eleito deputado estadual pelo PSD em 1947 e 1950, figurou como suplente de deputado federal em 1954, entretanto foi alçado à titularidade após as eleições suplementares de 6 de fevereiro de 1955.

## Resultado da eleição para senador
Seguem adiante os resultados das eleições para senador com informações extraídas do Tribunal Regional Eleitoral e do Senado Federal.

### Eleição suplementar de 1957
Foram apurados 99.732 votos nominais (86,92%), 7.815 votos em branco (6,81%) e 7.196 votos nulos (6,27%), resultando no comparecimento de 114.743 eleitores.
| Candidatos a senador da República | Candidatos a suplente de senador | Número | Coligação                                 | Votação | Percentual |
| --------------------------------- | -------------------------------- | ------ | ----------------------------------------- | ------- | ---------- |
| Lameira Bittencourt PSD           | Paulo Fender PTB                 | -      | PSD, PTB                                  | 61.364  | 61,53%     |
| Cléo Bernardo PSP                 | Geraldo Palmeira PSP             | -      | Coligação Democrática Paraense (UDN, PSP) | 38.368  | 38,47%     |
| Fontes:                           |                                  |        |                                           |         |            |

### Eleição suplementar de 1959
Foram apurados 142.127 votos nominais (89,48%), 7.560 votos em branco (4,76%) e 9.155 votos nulos (5,76%), resultando no comparecimento de 158.842 eleitores.
| Candidatos a senador da República | Candidatos a suplente de senador | Número | Coligação           | Votação | Percentual |
| --------------------------------- | -------------------------------- | ------ | ------------------- | ------- | ---------- |
| Lobão da Silveira PSD             | Mário Pinotti PSD                | -      | PSD, PTB            | 70.811  | 49,82%     |
| Janary Gentil Nunes PSP           | Cléo Bernardo PSP                | -      | PSP (sem coligação) | 62.386  | 43,90%     |
| Edir de Carvalho Rocha UDN        | Augusto Meira Filho UDN          | -      | UDN (sem coligação) | 8.930   | 6,28%      |
| Fontes:                           |                                  |        |                     |         |            |